# Caubon-Saint-Sauveur
 Caubon-Saint-Sauveur  es una población y comuna francesa, en la región de Nueva Aquitania, departamento de Lot y Garona, en el distrito de Marmande y cantón de Seyches.

## Demografía
| 255 | 252 | 237 | 244 | 272 | 241 |
| Para los censos de 1962 a 1999 la población legal corresponde a la población sin duplicidades (Fuente: INSEE [Consultar]) |     |     |     |     |     |